# Ronny Kujat
Ronny Kujat (Torgau, 1974. augusztus 5. –) német labdarúgó, edző.

## Pályafutása
Fiatal a BSG Chemie Torgau és az 1. FC Lokomotive Leipzig (később VfB Leipzig) csapataiban. Profi játékos a VfB Leipzig csapatába lett, amikor a Bundesliga 2-ben bemutatkozott. Az 1994–1995-ös szezonban került a felnőtt keretbe. 1995. március 12-én a Hertha BSC ellen debütált a 87. percben Daniel Bärwolf cseréjeként, majd 3 perccel később kialakította a 3-0-s végeredményt. Az ezt követő három szezon során csapata egyik legmeghatározóbb játékosa lett. 1998 nyarán a Chemnitzer FC csapatába igazolt, amely RL Nord/Ost-ban szerepelt (akkori harmadosztály). Első mérkőzése épp volt csapata a VfB Leipzig ellen történt meg. 1998. december 12-én a Croatia Berlin ellen szerezte meg első gólját új csapatában. Megnyerték a bajnokságot és a rájátszáson a VfL Osnabrück ellen kiharcolták a Bundesliga 2-be jutást. Két szezont töltött el a másodosztályban a csapattal, majd egy szezonra a Rot-Weiß Erfurt klubjába igazolt. A Regionalliga Süd-ben 14 mérkőzésen lépett pályára és gólt nem szerzett.
Következő csapata az FC Sachsen Leipzig volt, itt négy szezont töltött el és több mint 100 mérkőzésen képviselte csapatát. A 2007-08-as szezont már az SSV Markranstädt klubjába kezdte meg. 2007. augusztus 12-én az 1. FC Gera 03 ellen debütált, október 28-án pedig duplázott a Budissa Bautzen ellen. 2008-ban megbízott edzőként 2 mérkőzésen irányította csapatát. Karrierje utolsó állomása a frissen alapított RB Leipzig volt. 2009. augusztus 8-án a Carl Zeiss Jena II ellen debütált. Itt 6 mérkőzésen szerepelt, de csak epizód szerepet kapott. A 2010-es évben már csak egy alkalommal a kispadon ülhetett, majd visszavonult. 2011 és 2013 között az U17-es csapatnak volt a segédedzője.

## Sikerei, díjai
- Chemnitzer FC
  - RL Nord/Ost: 1998–99
- RB Leipzig
  - NOFV-Oberliga Süd: 2009–10